# Ablabesmyia variipes
Ablabesmyia variipes är en tvåvingeart som först beskrevs av Jean-Jacques Kieffer 1910. Ablabesmyia variipes ingår i släktet Ablabesmyia och familjen fjädermyggor.
Artens utbredningsområde är Myanmar. Inga underarter finns listade i Catalogue of Life.